# غوکت
غوکت (به لاتین: Ghukat) یک تقسیمات کشوری در تاجیکستان است که در ولایت سغد واقع شده‌است. غوکت ۱۰۵ نفر جمعیت دارد.